# ポポロクロイス物語II
『ポポロクロイス物語II』（ポポロクロイスものがたりツー）は2000年1月27日にソニー・コンピュータエンタテインメントから発売されたPlayStation用のRPG。「ポポロクロイス物語」ゲームシリーズ第3作目にあたる。

## 概要
前作『ポポローグ』と同じく、『ポポロクロイス物語』の2年後からストーリーが始まる。CD-ROM3枚組で構成されている。『ポポロクロイス物語』や『ポポローグ』で集めた「おみやげ」はメモリーカードのデータで本作に引き継ぐことが可能である。
『ポポロクロイス物語』で一緒に冒険をした仲間に新たなキャラクターが加わり、主要なイベントがフルボイス化された。他の特徴として、冒険する世界が広くなったことやバトルのエフェクトが派手になったこと等が挙げられるが、基本的なシステムは第1作を継承している。また、「愛」や「仲間」といったシリーズ共通のキーワードがキャラクターのセリフなどで具体的に繰り返し語られるなど、メッセージ性がより強調された作品となっている。キャッチコピーは「2人の恋に、涙がポポロ」。
2007年12月26日より、PlayStation 3・PSP向けゲームアーカイブスで配信が開始された。

## あらすじ
氷の魔王との戦いから2年後、12歳になったピエトロは、王位継承の儀式のために王家の洞窟へ向かう。洞窟の奥で知恵の王冠を手にしたその時、ピエトロの目の前にバスカルと名乗る男が現れ、予言を伝えると共にある問いを投げかけた。「お主にとって本当の王の宝とはなにか？」と…。
それから3年の月日が流れ、ピエトロは立派な青年になっていた。しかし、王冠を手にしたときに問われた「本当の王の宝」が何なのかはまだ分かっていない。そんなある日、パーセラでトンネル工事の最中に竜が現れたとの報告がポポロクロイス城にもたらされる。この事件をきっかけに、ピエトロたちは世界の命運を賭けた戦いに挑んでいく。そして、この冒険を通じてピエトロは「本当の王の宝」を見つけることになる。

## 地名
マンセル村
ポポロクロイスの西にある、風車がシンボルとなっている村。近くには温泉の湧き出る洞窟もあり、温泉目的で訪れる旅人もいる。竜の住む国に近い。
ロマーナ城&ロマーナ城下町
音楽や踊りをこよなく愛するロマーナ王国の中心地。街にはいつも音楽があふれている。質素を重んじるポポロクロイス王国とは逆に、派手さや飾りが目立つ。また規模もポポロクロイスのそれを遥かにしのぎ、あまりの広さゆえ道に迷う者もいる。城下町の北には北の山と呼ばれる険しい山岳地帯が広がり、レオナとその父親が人目を避けて暮らしている。
ポレポレ村
ロマーナ城下町の近郊にあり、伝説の楽器職人が住む村。伝説のバンド、グリーンノーツの本拠地でもある。
鋼鉄魔王城
鋼鉄魔王と名乗るガミガミ魔王が造った城。『ポポロクロイス物語』の時よりも単純な構造とはいえ、長大なダンジョンを持つ。ガミガミ魔王が誤って作動させてしまった自爆スイッチにより爆破され、廃墟と化した。『ポポロクロイス物語』の時と同様、地下に格納庫がある。
コトリコ島
南の果てにぽつんと浮かぶ小さな島。一見すると何もないただの孤島に思えるが、地下にはどこまでも続く広大な宮殿が広がっている。遥か昔に封印された古代大陸への入口とする説があり、物語の後半では重要な意味を帯びてくる。
フンバフンバ村
濃いジャングルの中に存在する村。原始的な暮らしを営む人々が生活しており、美的感覚が普通とは正反対など、独特な思想・価値観を持っている。ウンガガボッコフンガーというガミガミ魔王に酷似した神様を崇めており、ここにやって来たガミガミ魔王も神様として崇められる。
神々の国
空に浮かぶ、神族の暮らす国。高貴で厳かな雰囲気に包まれている。ここに住む神々はそれぞれ神殿をもっていて、訪れた者の力量を試そうとする。かつて美の女神であったマイラの神殿は、マイラが追放された時に破壊された。
ピピカ村
北の山の途中にある村。領主クスカによって治められており、村全体が黄金でできている。だが、これはクスカによって作り出された幻であり、黄金に目がくらんだ旅人をクスカが食べていた。クスカが倒されると黄金郷は消滅する。
妖精城&妖精の森
森の妖精王メディアが治める城と、その周りに広がる神秘的な森。周辺の木々や動物たちの中には、自由に歩き回り言葉を話すものも少なくない。城は普段湖に沈んでいるが、妖精族の意思に応じ、その姿を湖面に現す。
サルの帝国
いたずら好きなサルが住む帝国。『ポポロクロイス物語』の時と同様に鉄道（ロマーナ鉄道）にいたずらをしかけ、関係者を困らせている。独裁者の登場により、それを倒そうとするレジスタンスが結成され、内紛が起こっている。ロマーナ鉄道の調査のためこの地を訪れたピエトロたちも思わぬ形で内紛に巻き込まれることになる。
日の国
殿と呼ばれる人物が収める、純和風な雰囲気の国。鬼面童子の故郷。領主はうぐいす城に住んでいて、麓には城下町もある。この地に住む水龍が没したことで、日の国はやむことのない大雨にみまわれている。
レムリア大陸
およそ3千年前に海底へ沈められた大陸で、非常に高度な文明を誇っていた王国が存在していた。人々の飽くことなき欲求によって闇の怪物バルバランを生み出してしまい、それを封印するためにバルバラン共々海中へ没した。マイラの手によって封印が解かれてその姿を現し、奥にはマイラの神殿が存在する。後にピエトロとナルシアの手によりふたたび海底へ封印される。

## 主題歌
- エンディング「小さな花」

歌：鈴木朋　作詞：西尾佐栄子　作曲：佐橋佳幸　編曲：佐橋佳幸
- 挿入歌「星の話」 （歌姫レナのイベント）

歌：A2U　作詞：長俊広　作曲：佐橋佳幸　編曲：佐橋佳幸

## サウンドトラック
- ポポロクロイス物語II オリジナル・サウンドトラック（2000/3/8）